# Julius van Nuffel

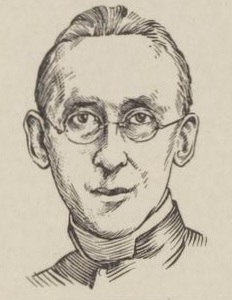
Jules Van Nuffel

Julius Joseph Paul Maria van Nuffel (auch Jules Van Nuffel; * 21. März 1883 in Hemiksem, Belgien; † 25. Juni 1953 in Wilrijk, Belgien) war ein belgischer Komponist, Priester, Kirchenmusiker und Musikpädagoge.

## Kompositionsstil
Seine Kompositionen bilden vor allem Motetten, Psalmvertonungen und Messordinarien, also kirchenmusikalische Chorwerke. Darüber hinaus komponierte er einige flämische Lieder. 
Van Nuffels Chormusik ist gekennzeichnet durch eine expressive Melodik, die Harmonik ist geprägt durch Chromatik, Modulationen und Enharmonik. Viele seiner Chorwerke, deren Besetzung durch einen mehrstimmigen Chor und eine Orgel gebildet werden, sind für einen großen Kirchenraum konzipiert und setzten einen stimmlich gut besetzten Chor voraus. Ursprünglich konzipiert waren die Werke für Aufführungen in der Kathedrale von Mechelen, einem der Hauptwirkungsorte van Nuffels.

## Werke
- Christus vincit, für vierstimmigen Männerchor und Orgel; Fassung für vierstimmigen Chor und Orchester von Johannes X. Schachtner
- Dominus regnavit, für vier- bis sechsstimmigen Chor und Orgel
- Ave Maria, für vierstimmigen Chor
- Super flumina Babylonis (Psalm 136), op. 25 (1916), für vier- bis sechsstimmigen Chor und Orgel (oder Orchester)
- Missa in honorem S.S. Cordis Jesu, op. 28, für vier- bis sechsstimmigen Chor und Orgel
- Statuit ei Dominus, op. 30 (1924), für vier- bis sechsstimmigen Chor und Orgel (oder Orchester)
- In convertendo Dominus, (Psalm 125), op. 32 (1926), für vier- bis siebenstimmigen Chor und Orgel
- Ecce sacerdos magnus, op. 34 (1926), für sechsstimmigen Chor und Orgel
- Josephsmesse, für dreistimmigen Frauenchor
- Domine, ne in furore tuo arguas me (Psalm 6), op. 44 (1935)
- Laetatus sum (Psalm 121), op. 45, (1935), für vierstimmigen Chor
- Voca meaad Dominum clamavi  (Psalm 141), op. 47 (1935) für achtstimmigen Chor
- Dominus regnavit (Psalm 92), op. 49 (1935)
- Ad te Dominum cum tribularer clamavi (Psalm 119), op. 50 (1936)
- Ad te levavi oculos meus (Psalm 122), op. 51 (1935)
- O Radix Jesse, für vierstimmigen Chor
- Te Deum, op. 62 (1944) für Chor, Blechbläser und Orgel